# Ejo Elburg
Ejo Elburg (11 december 1962) is een Nederlands voormalig profvoetballer die als doelman speelde.
Elburg speelde vanaf zijn vijftiende in het eerste van VV Vorden en trainde reeds bij FC Twente dat hem in 1980 overnam. Hij speelde in het C-elftal en was ook reserve bij het eerste team. In 1983 ging Elburg naar BV De Graafschap waar hij debuteerde. Van 1985 tot 1987 speelde hij voor FC Wageningen. Hierna keerde hij terug in het amateurvoetbal bij V&AV Pax. Een overgang naar Go Ahead Eagles ketste nog af en Elburg fungeerde ook als keeperstrainer bij De Graafschap. In het seizoen 1994/95 was hij reservedoelman bij N.E.C.. Hierna ging hij naar SV Epe in de Eerste klasse.